# Spades
Spades, eller Spar trumf, er et kortspil, opfundet i USA i 1930'erne.
Spades kan spilles af to, tre, fire eller seks spillere.
Det mest almindelige spilles af fire spillere, der er makkere to og to. Makkerne i de to par placeres overfor hinanden.

## Regler
- Spillet: (Det mest almindelige med 4 spillere.)
  - Kortene rangerer højst fra ES ned til to: E, K, D, B, 10, 9, 8, 7, 6, 5, 4, 3, 2.
  - Spar er altid trumf. Det vil sige, at en spiller kan stikke med spar, hvis han ikke kan følge farve.
  - Hver spiller får 13 kort ved omdeling af kort.
  - Spillerne melder hver især hvor mange stik de kan tage.
  - Det er summen af stik pr. makkerpar der tæller.
  - Der gives point for rigtigt antal stik til makkerparret, og minus point for det modsatte.
  - Melder en af spiller 0, kaldes dette en Nil. Makkerparret skal i fællesskab sørge for at Nil-melderen ikke får stik, der gives bonus point hvis det lykkedes og stafpoint hvis det mislykkedes.
  - I nogen spil bruger man ogå Blind-Nil.